# Skały Rzędkowickie

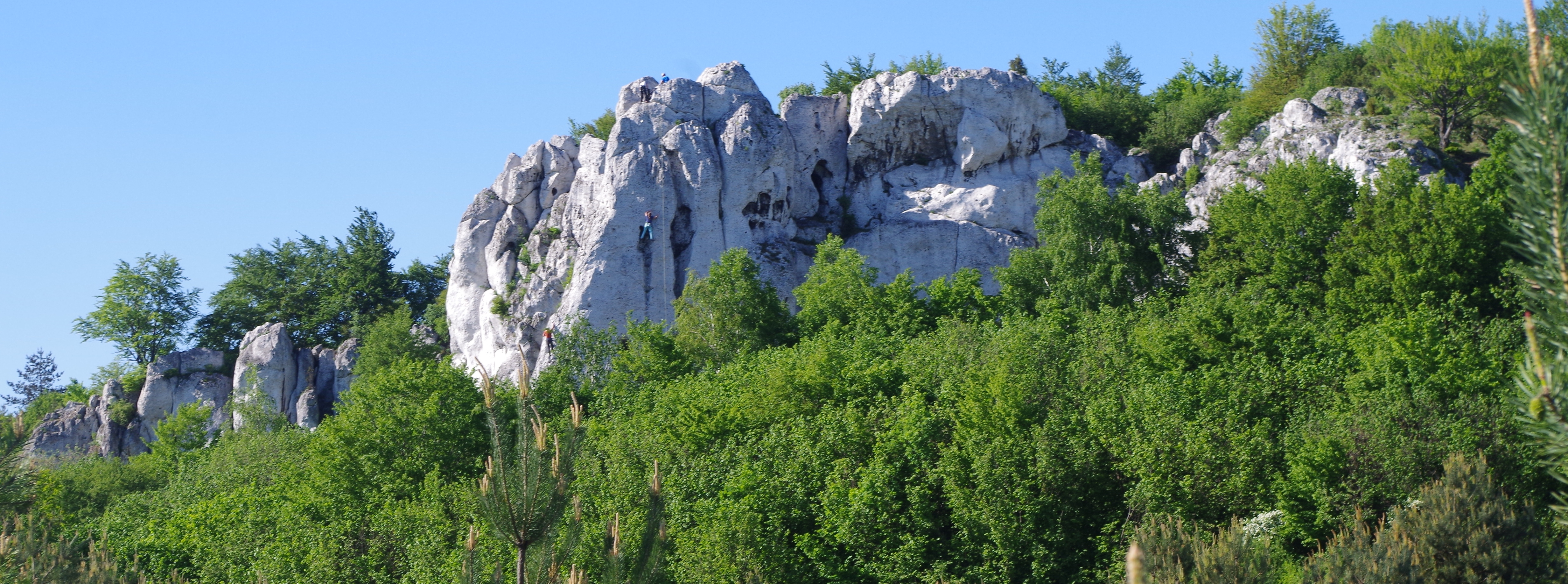
Skały Rzędkowickie od południa

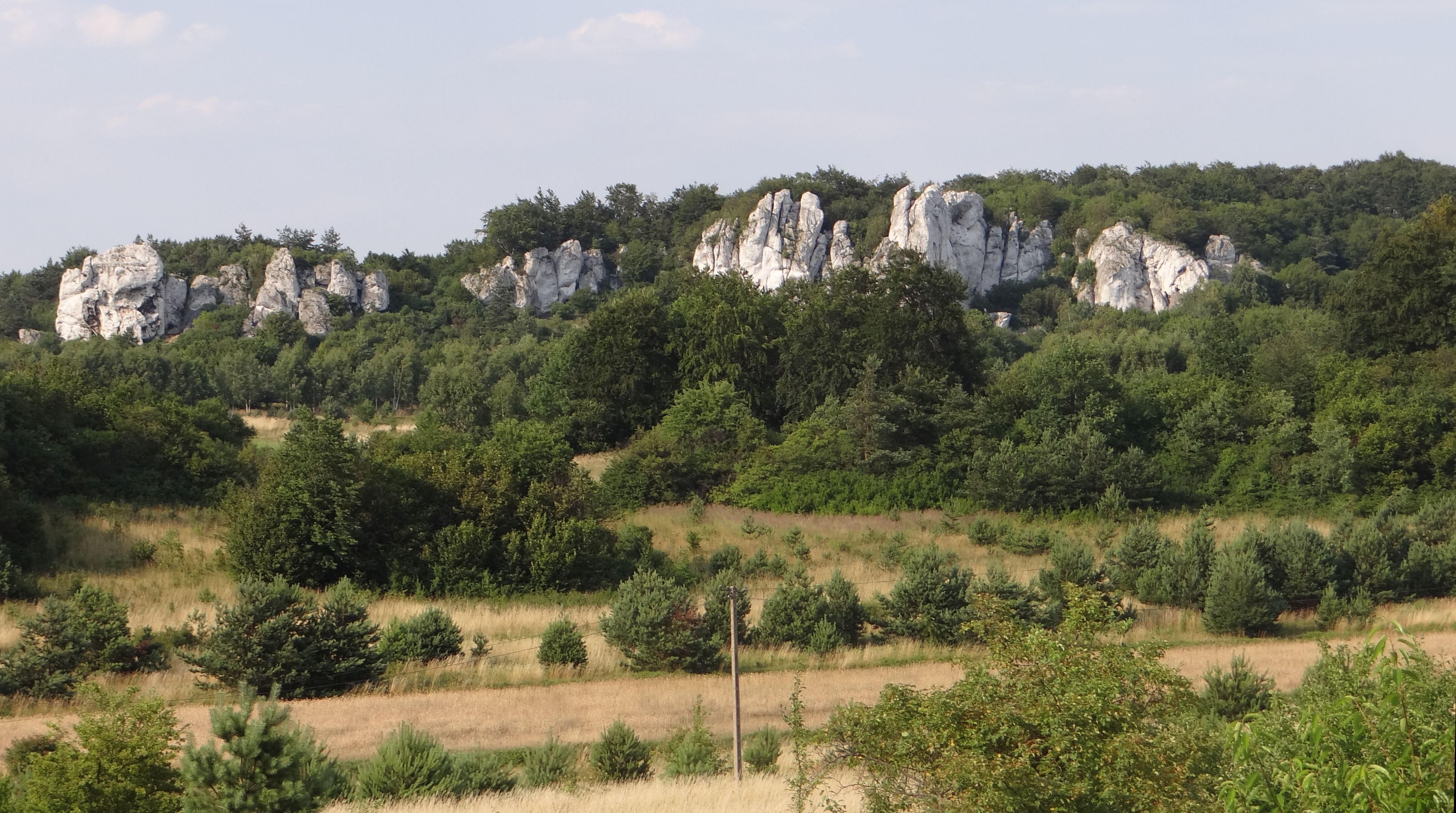
Skały Rzędkowickie. Widok z Rzędkowic

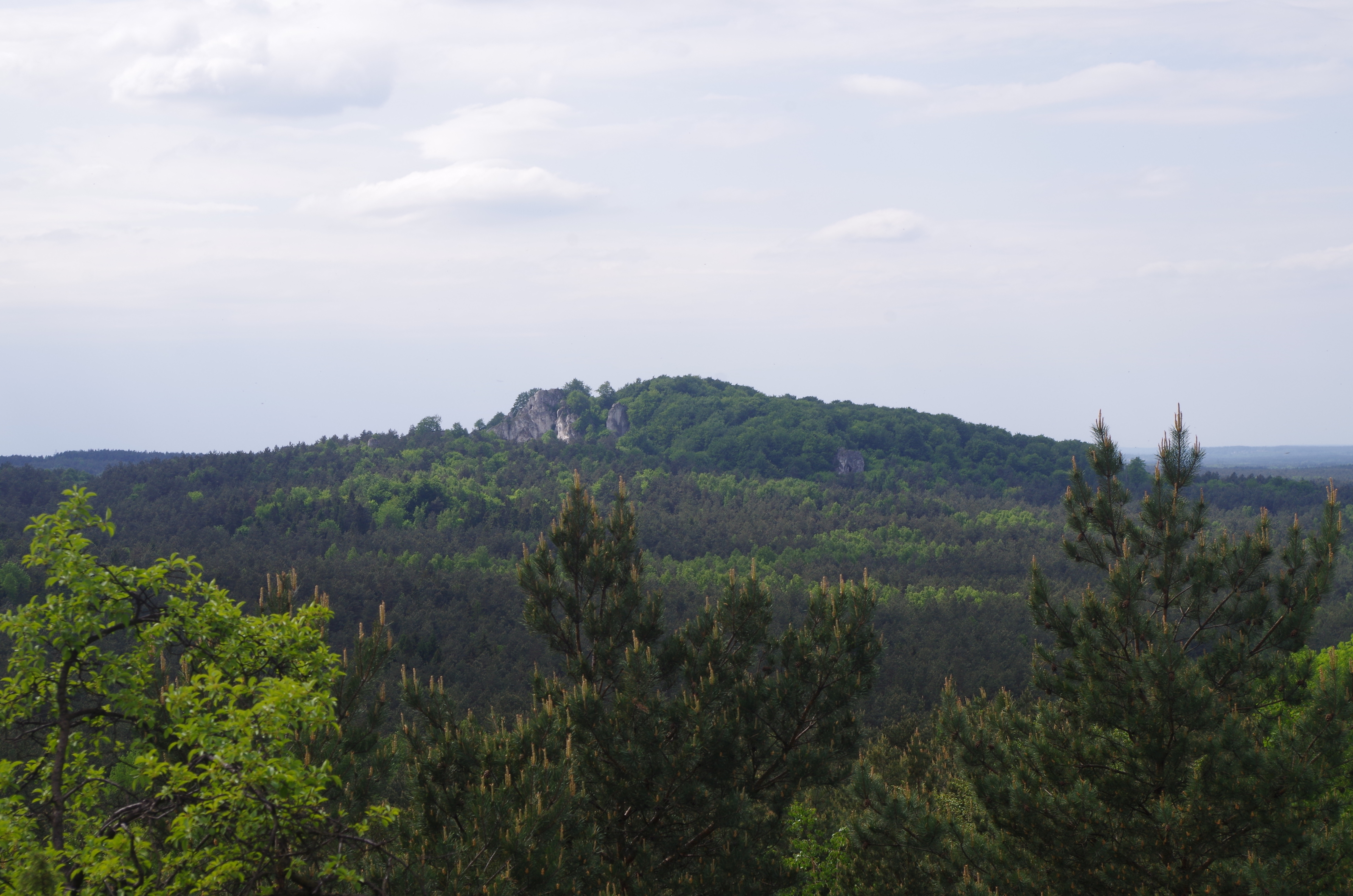
Widok na Skały Rzędkowickie z Biblioteki

Skały Rzędkowickie – grupa skał w miejscowości Rzędkowice w województwie śląskim, powiecie zawierciańskim, w gminie Włodowice. Znajdują się na terenie otwartym, wśród pól po wschodniej stronie zabudowanego obszaru wsi Rzędkowice. Jest to teren Wyżyny Częstochowskiej.
Od 2009 roku zespół Skał Rzędkowickich wraz ze zbiorowiskami muraw kserotermicznych oraz stanowiskami roślin rzadkich i chronionych podlega ochronie jako pomnik przyrody o powierzchni 44,5 hektara.

## Forma i historia
Zbudowane z wapieni skały mają formę przebiegającego z północnego zachodu na południowy wschód wału o długości nieco ponad 1 km. Najbardziej charakterystyczną skałą grupy jest „Okiennik Rzędkowicki” – skała ze skalnym „oknem”, rozgałęziającym się na kilka odnóg. Odnaleziono w niej datowane na ok. 600 r. p.n.e. grociki strzał scytyjskich. Natomiast w VI-VII w. n.e. istniała tu prymitywna obronna osada ludzka, zwana „Pasieką”}.
Skały Rzędkowickie znane są przede wszystkim z licznych dróg wspinaczkowych. Wspinano się tutaj już w latach 50. XX wieku. Obecnie są jednym z najbardziej popularnych regionów wspinaczkowych. Znajdujące się tu drogi wspinaczkowe mają ok. 10–20 metrów, aczkolwiek niektóre z nich – np. na Okienniku – dochodzą do 35 metrów. Niektóre nazwy skał są pochodzenia miejscowego, licznym skałom nazwy nadali wspinacze. Oni też podzielili je na sektory. W kierunku od zachodu na wschód są to:
- Kamień pod Wysoką,
- Wysoka,
- Mała Grań,
- sektor Zegarowej: Baszta, Turnia Szefa, Zegarowa,
- sektor Studniska: Studnisko, Biały Filarek, Mały Mur,
- Turnia Cyklopa i Wielka Baszta,
- Turnia Lechwora i Brzuchata Turnia,
- sektor Turni Kursantów: Turnia Kursantów, Pośrednia Turnia, Narożna Turnia, Dziurawa Turnia,
- sektor Okiennika: Okiennik, Słoneczna Turnia, Flaszka,
- sektor Solidarności: Solidarność, Ostatnia, Pęknięta Turnia, Złomiskowa Turnia,
- Leśna Turnia i Kamień przed Leśną
- Faszystowski Ogródek[3][5].

W skałach tych wspinacze poprowadzili około 450 dróg wspinaczkowych o zróżnicowanym stopniu trudności. Niektóre skały są obiektem zainteresowania wspinaczy uprawiających bouldering.

## Galeria

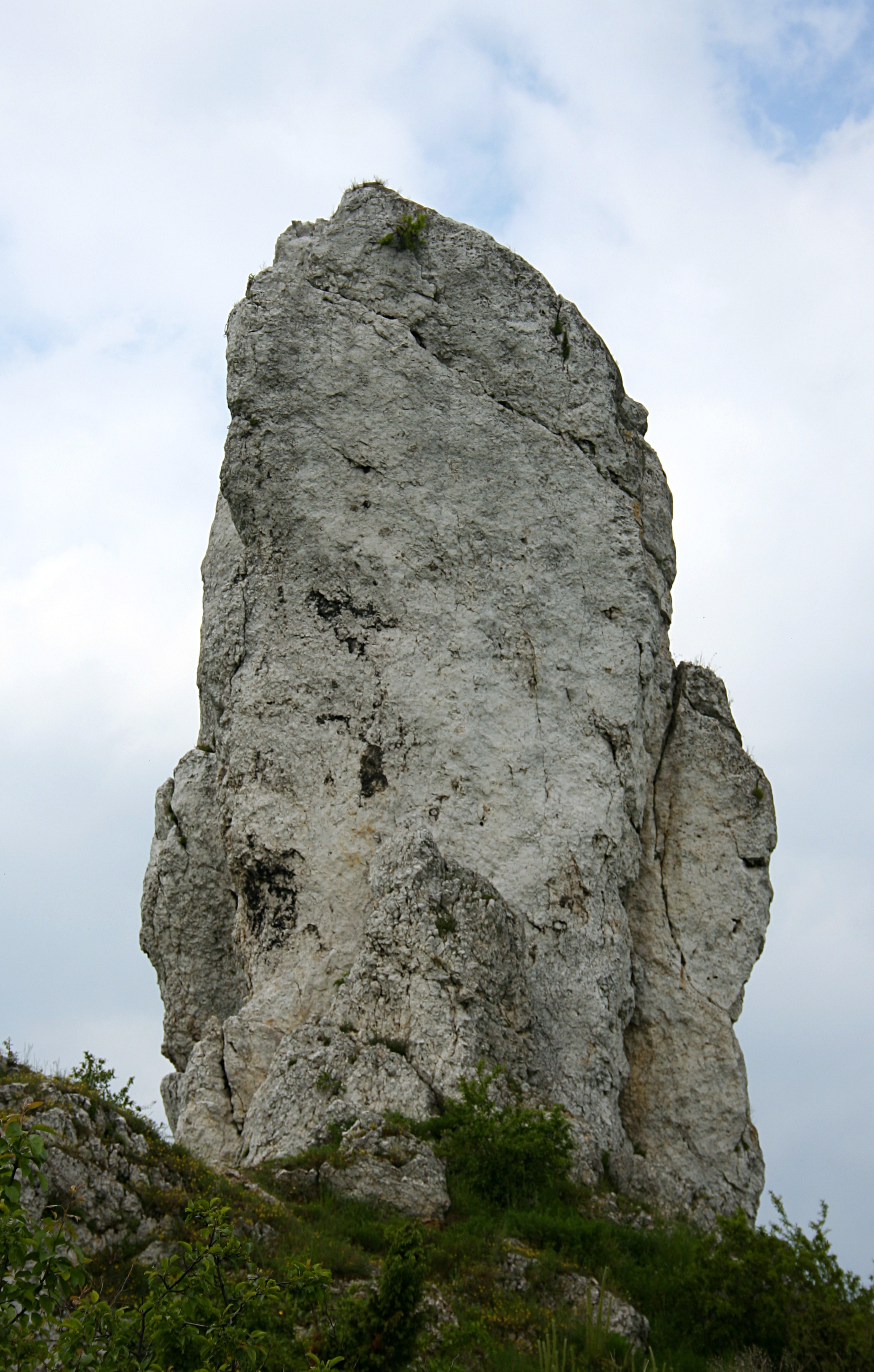
Skała Wysoka, pierwsza od strony Rzędkowic
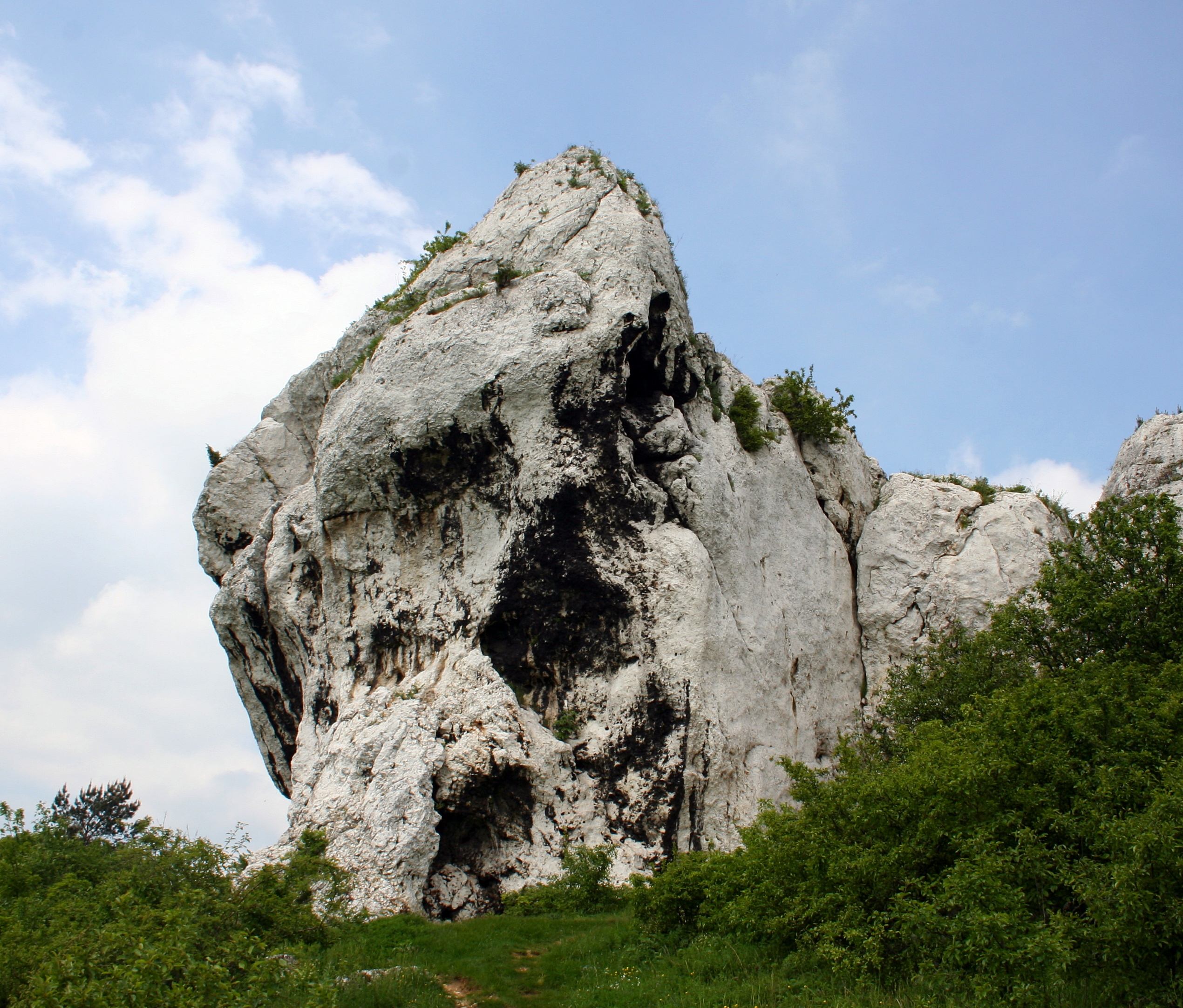
Studnisko
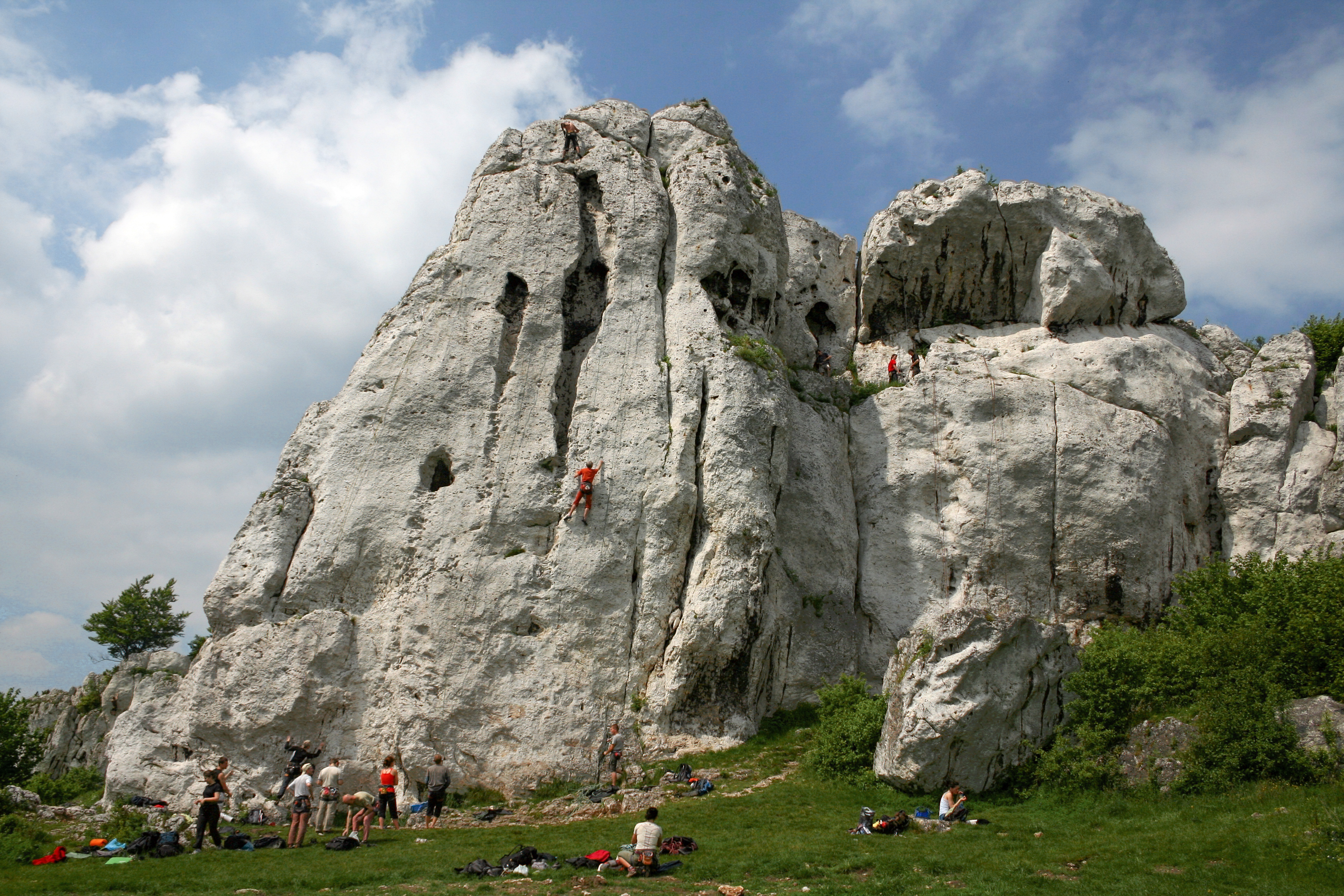
Turnia Lechwora
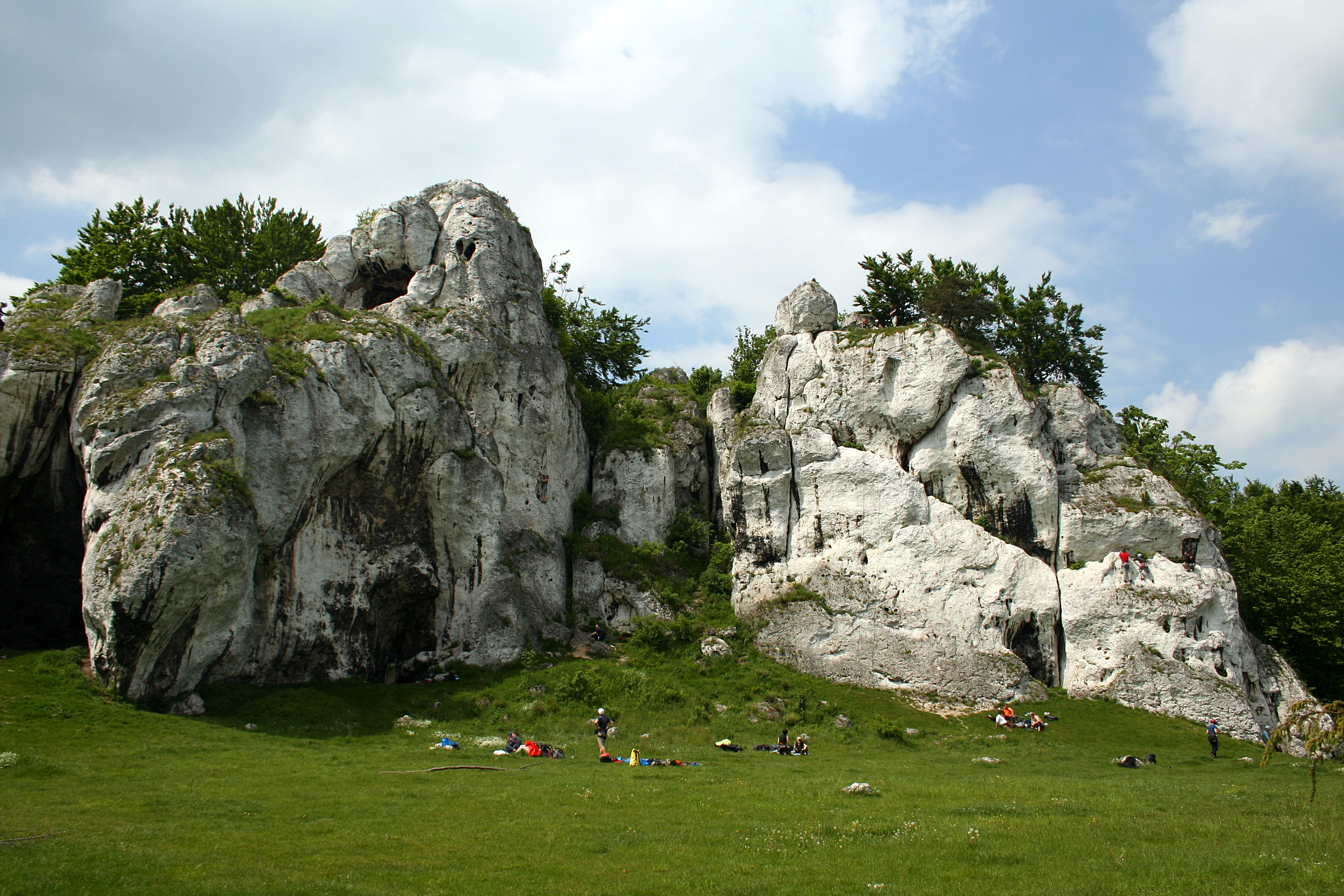
Okiennik Rzędkowicki i Słoneczna
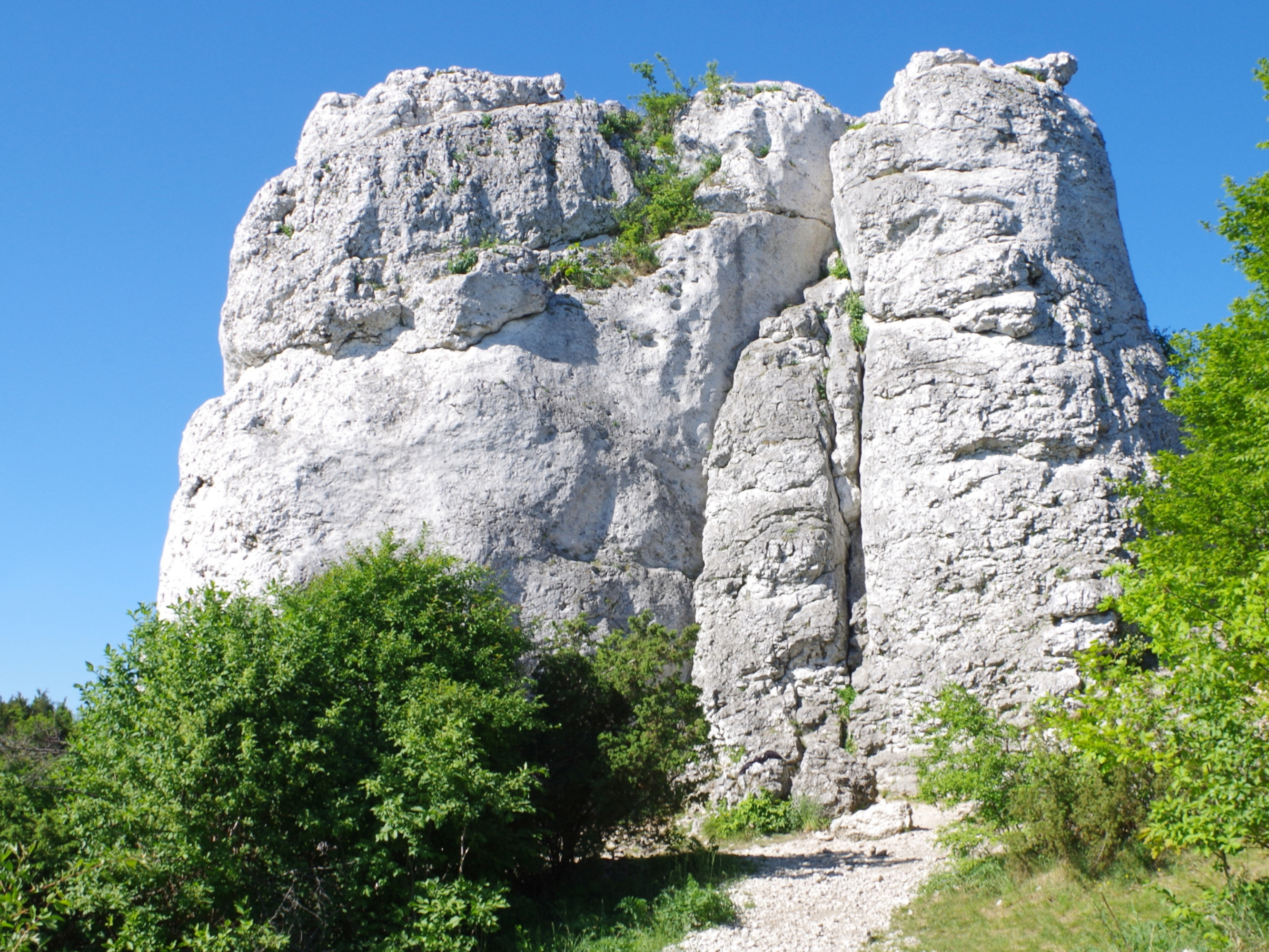
Zegarowa
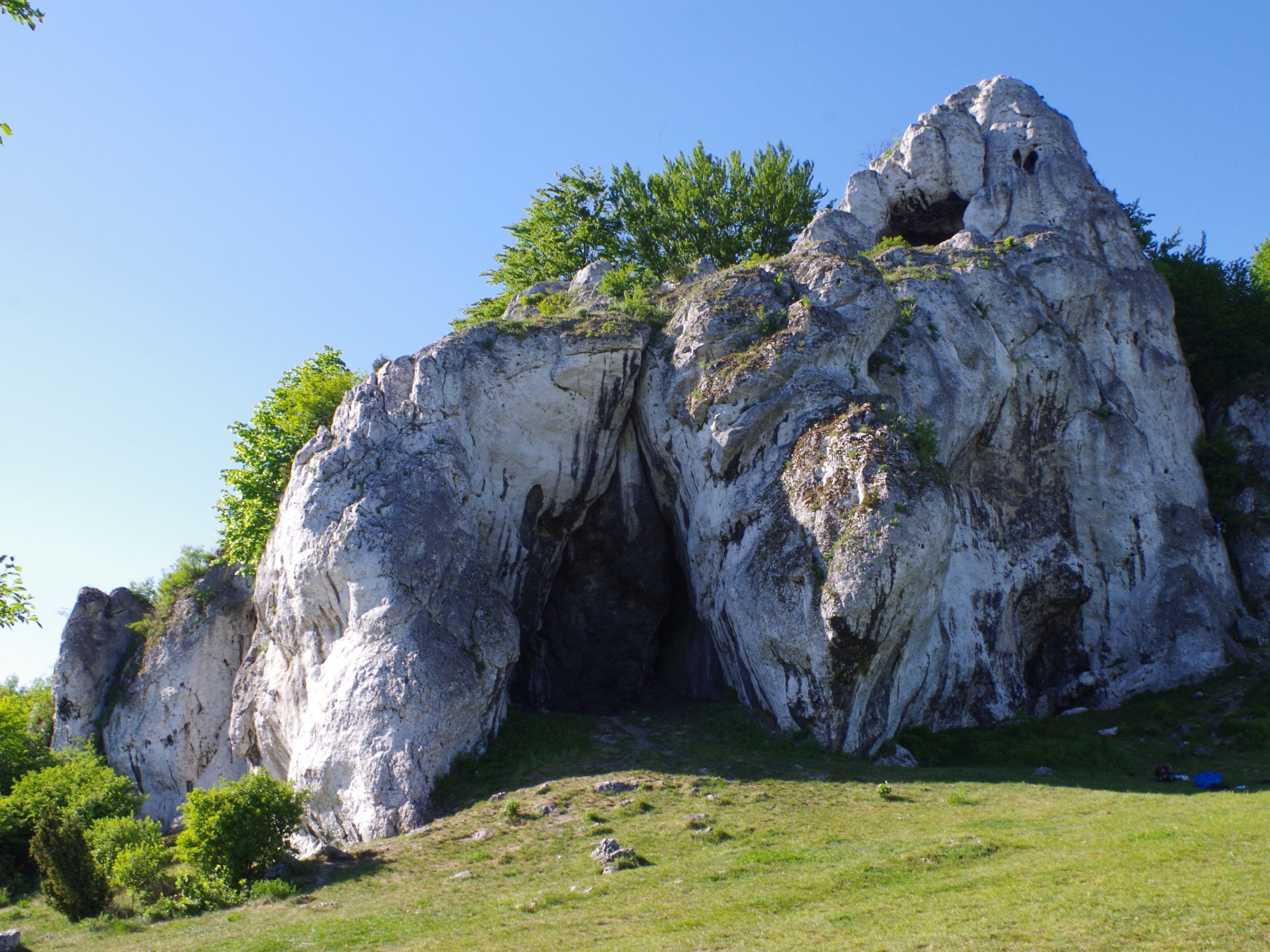
Turnia nad Garażem
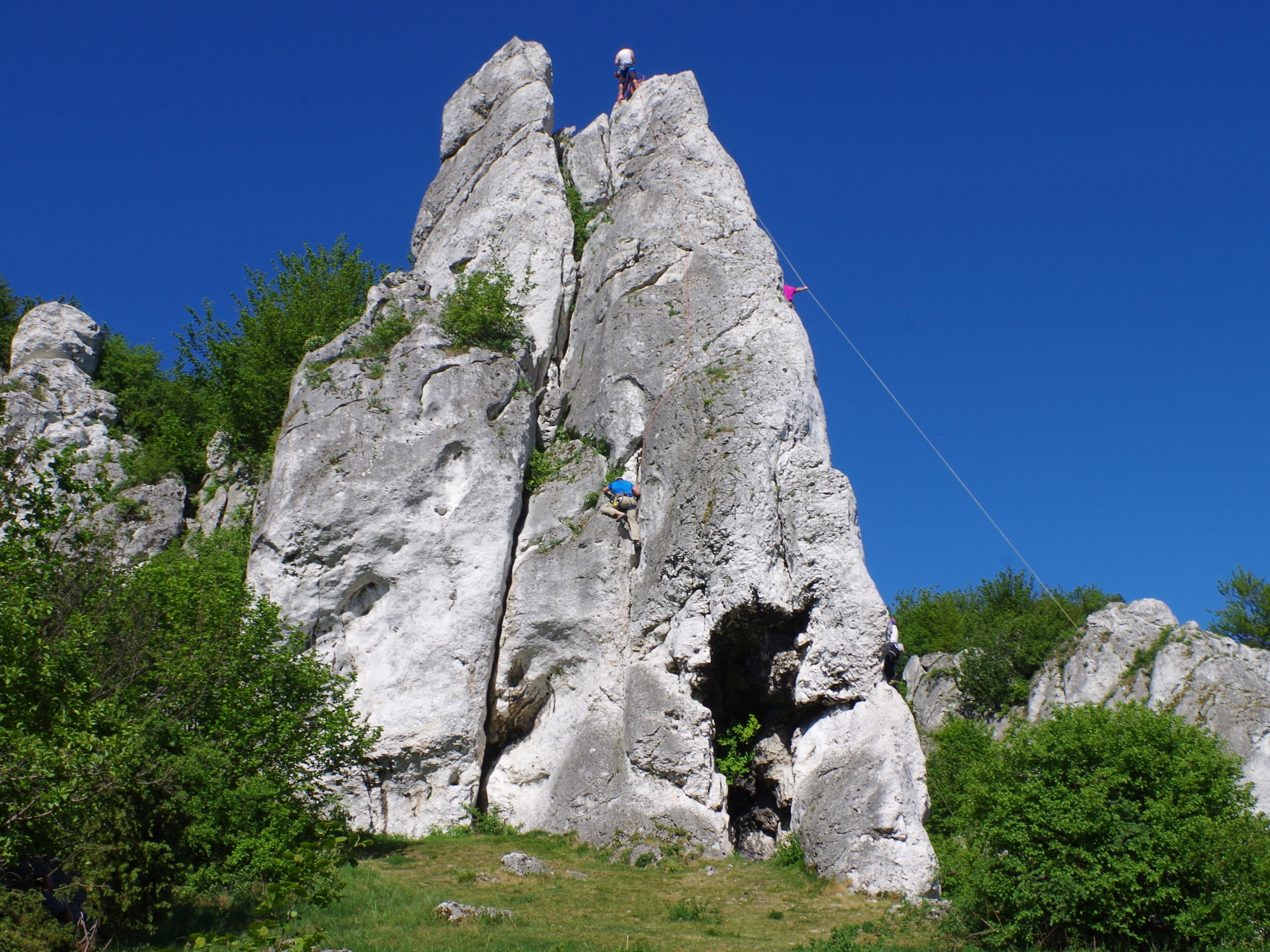
Wielka Baszta
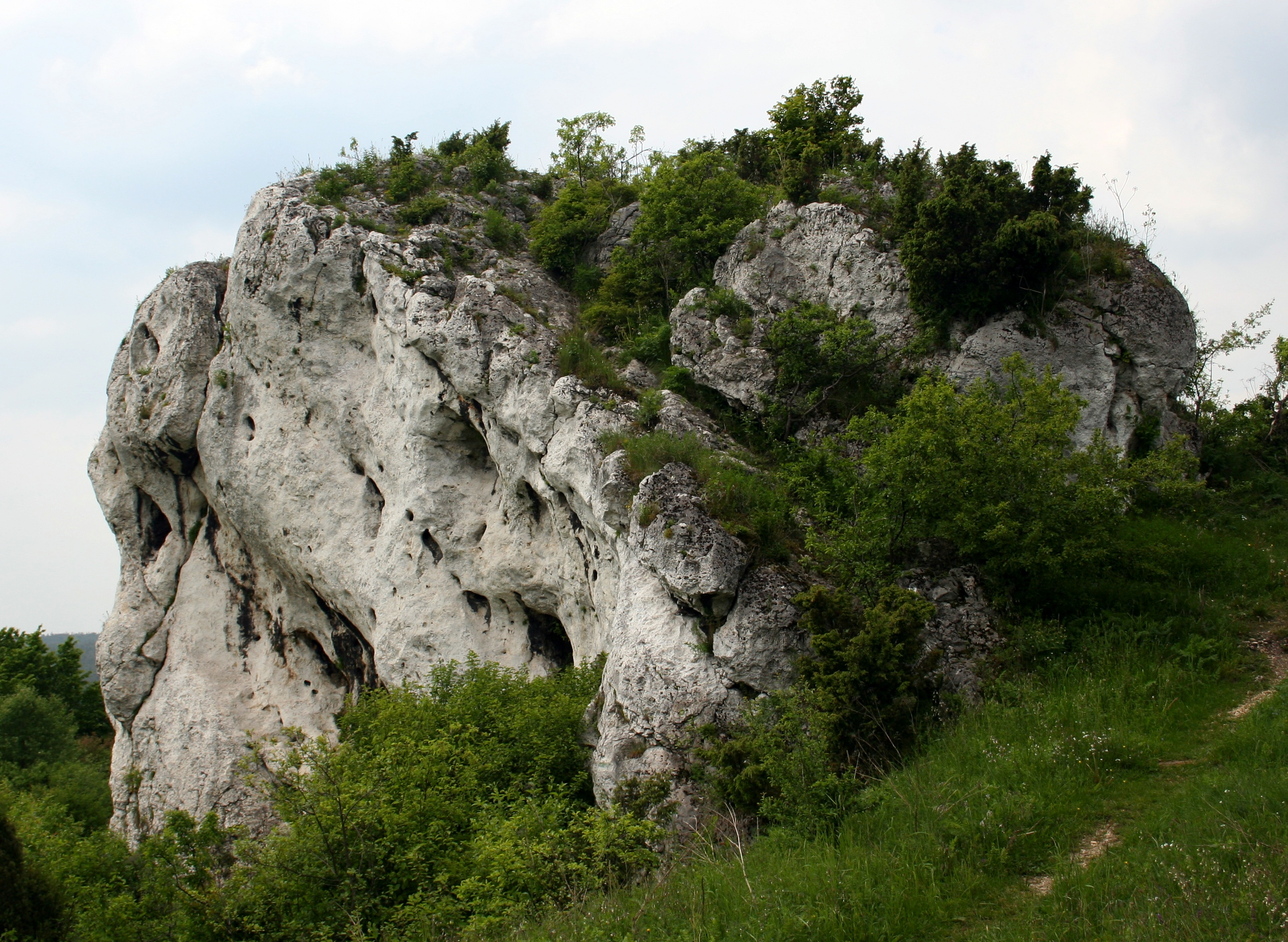
Turnia Szefa
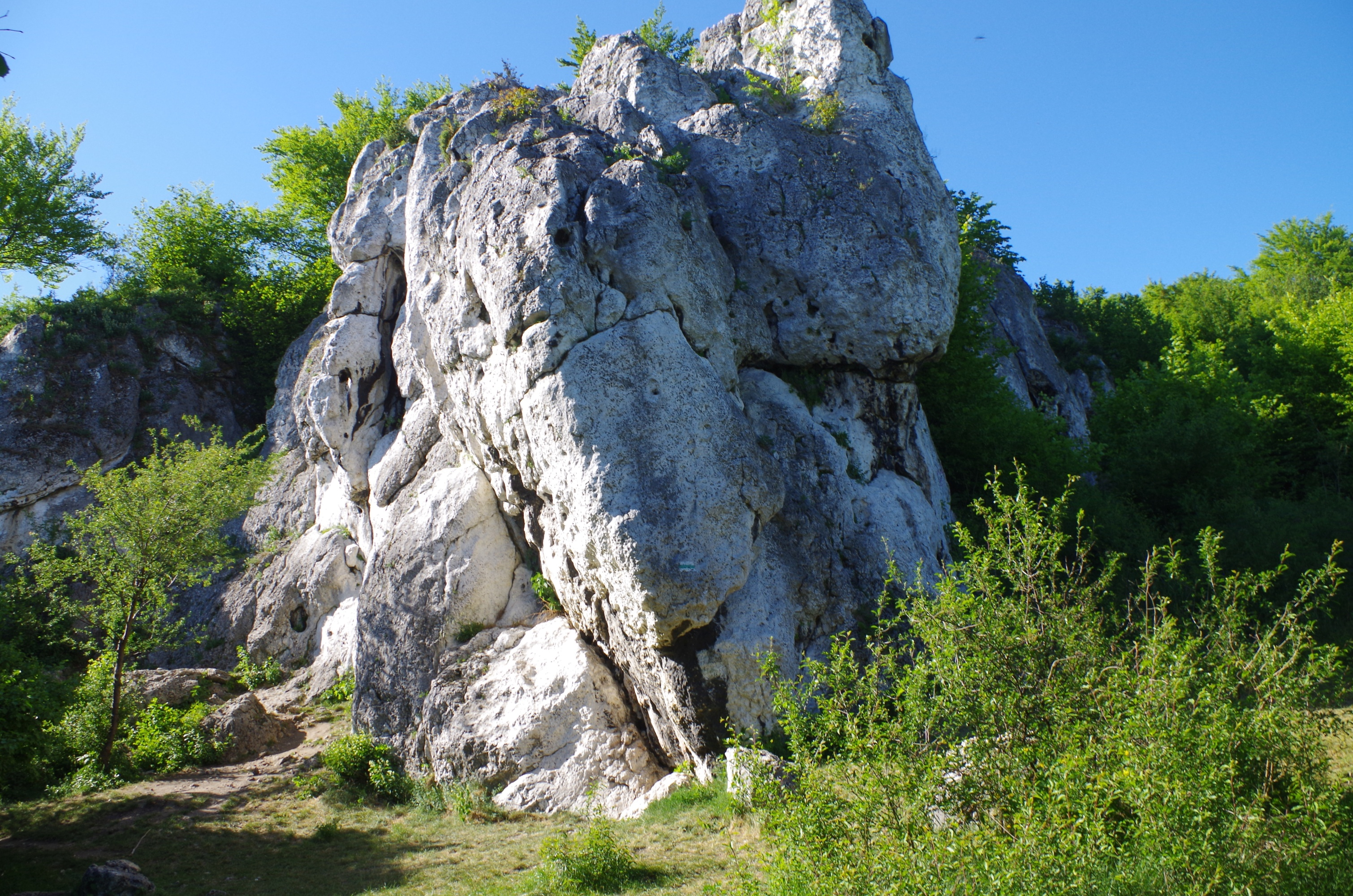
Narożna
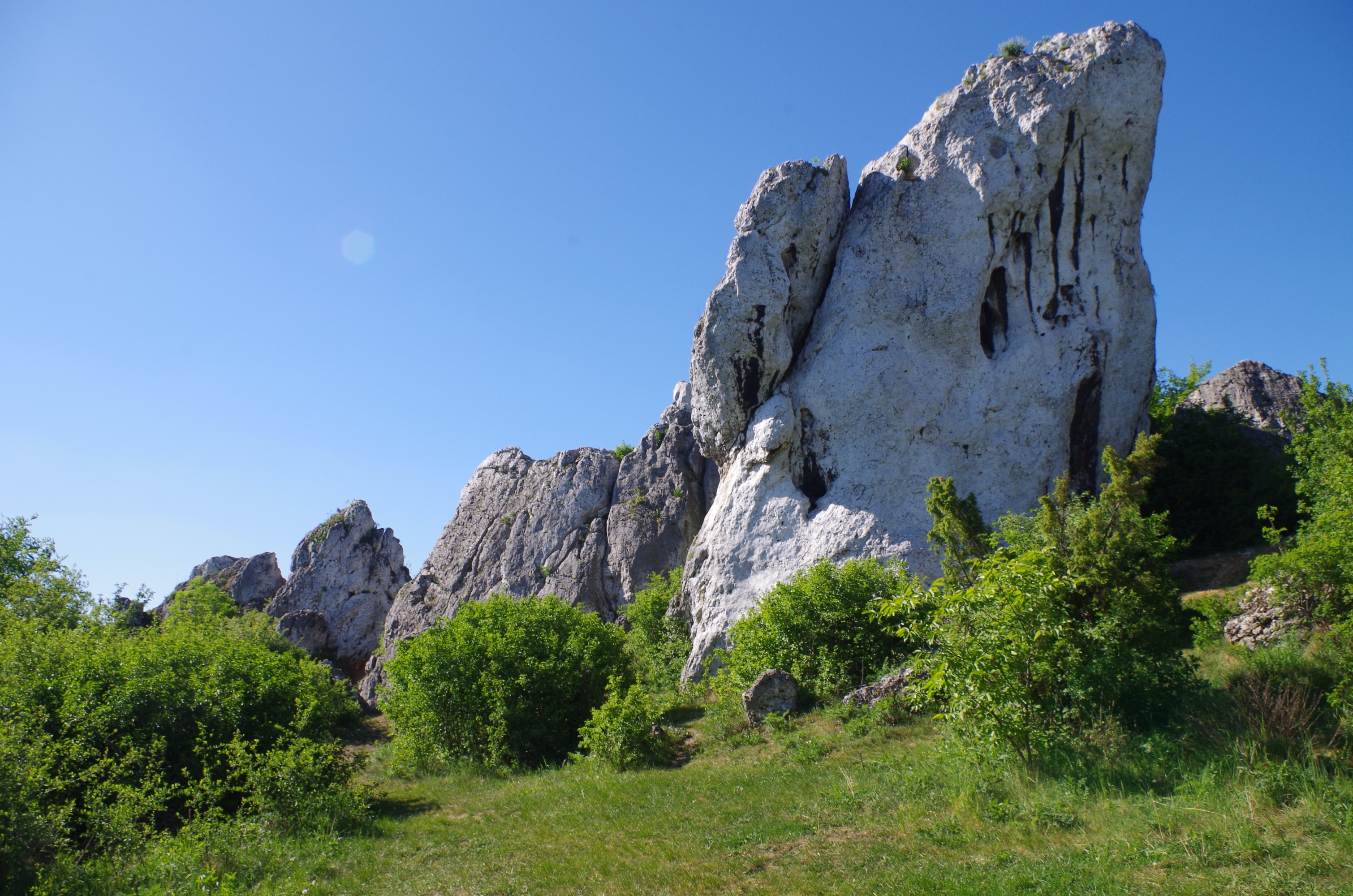
Baszta
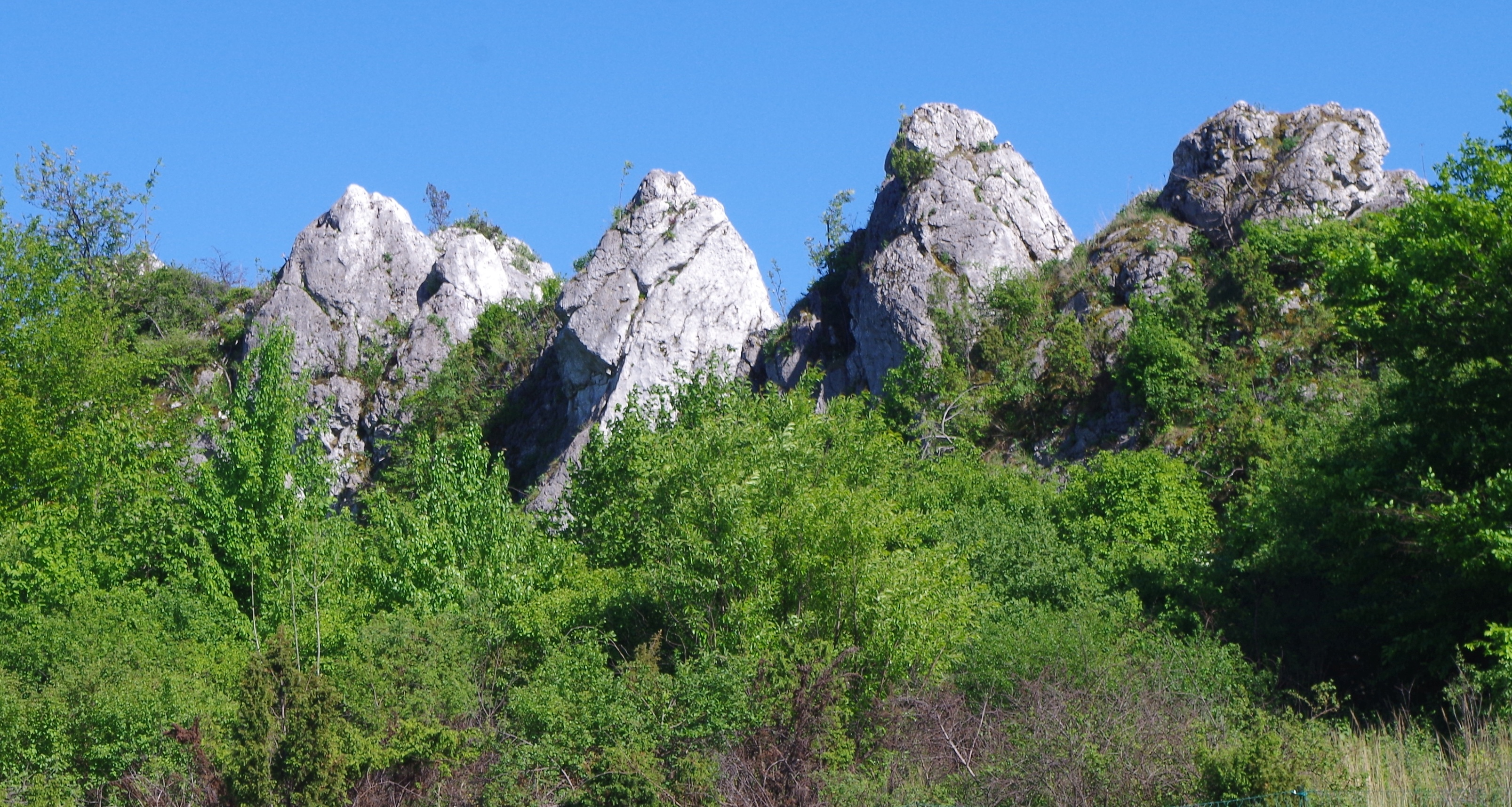
Mała Grań
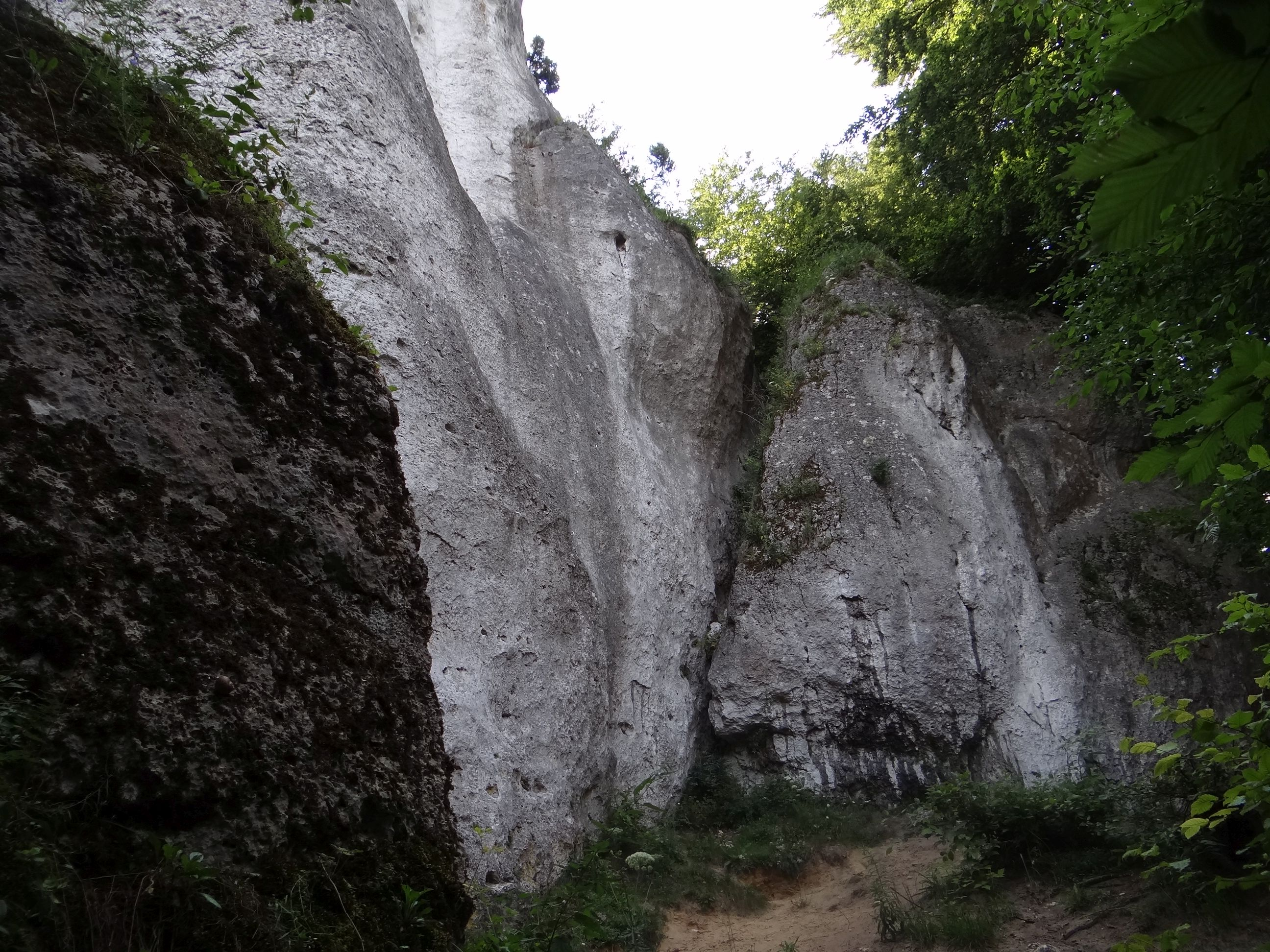
Flaszka
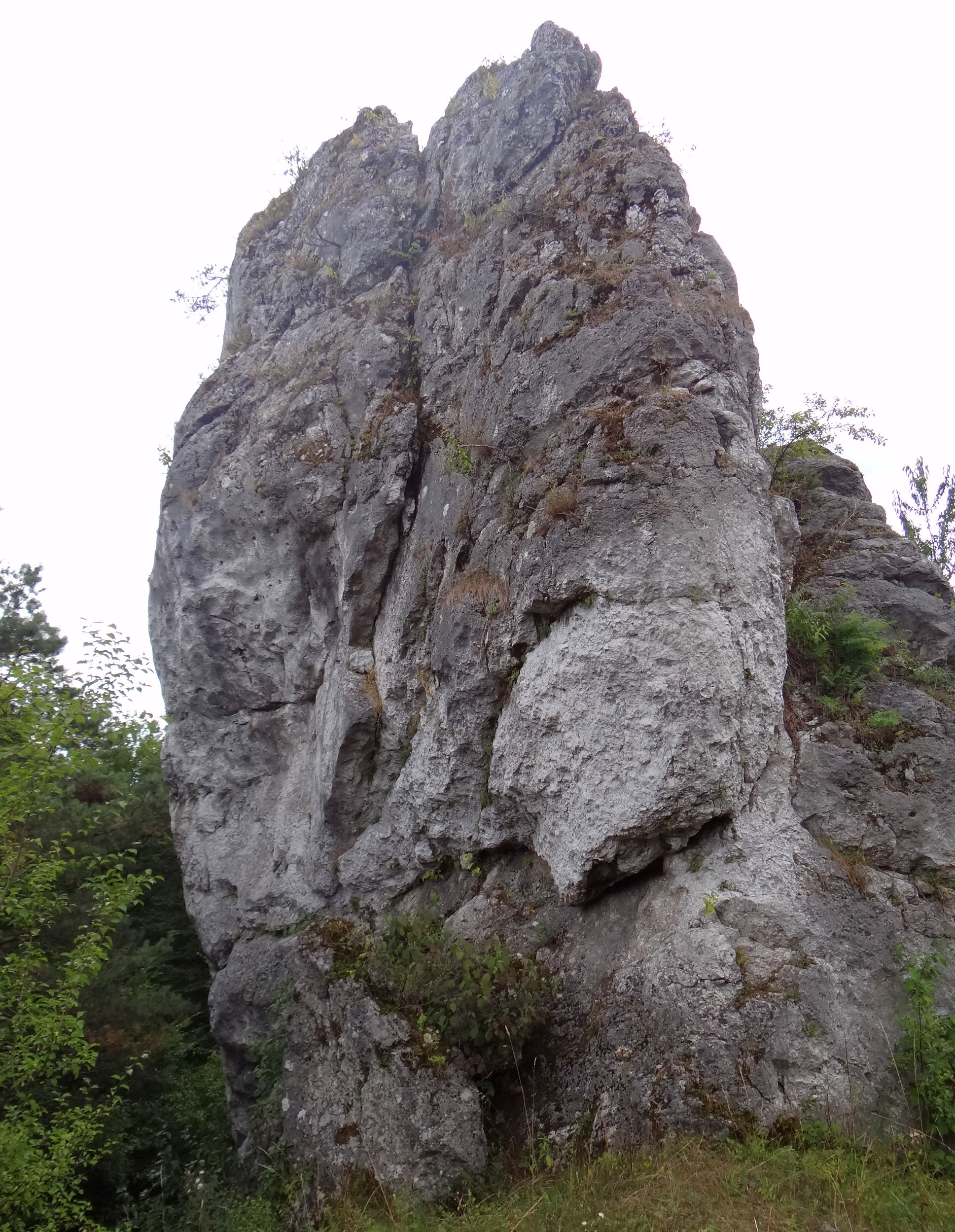
Ostatnia

## Przyroda
Stoki o ekspozycji północno-wschodniej porastają grądy i trochę buczyn. Te o ekspozycji południowej są obrośnięte przez murawy kserotermiczne i naskalne. U ich podnóża królują ciepłolubne zarośla zbudowane przez śliwę tarninę, trzmielinę brodawkowatą, derenia świdwę i szakłak. Miejscami spotykany jest także jałowiec. Na obszarze skał rośnie około 330 gatunków roślin naczyniowych, w tym umieszczonych na Czerwonej Liście Roślin Naczyniowych Górnego Śląska i takiej samej liście Polski (24 z nich objęte jest ochroną). Są to m.in.: goździcznik wycięty, dziewięćsił bezłodygowy, smagliczka kielichowata, centuria pospolita, buławnik czerwony, buławnik wielkokwiatowy, podejźrzon księżycowy i zaraza wielka. Teren ten zagrożony jest silną antropopresją.
Skały znajdują się na obszarze Parku Krajobrazowego Orlich Gniazd i włączone zostały do specjalnego obszaru ochrony siedlisk Ostoja Kroczycka. Ponadto skały wraz z porastającą je roślinnością podlegają ochronie w formie pomnika przyrody o powierzchni 44,5 ha.
Piesze szlaki turystyczne:
 Szlak Rzędkowicki: Myszków Mrzygłód – Myszków – Góra Włodowska – Rzędkowickie Skały – Góra Zborów (parking u stóp góry)
 Rzędkowickie Skały (Rzędkowice) – Lgotka – Kroczyce.